# In the Dark (album)
Pour les articles homonymes, voir In the Dark.
Albums de Grateful Dead
Dead Set
(1981) Dead Zone
(1987)
In the Dark est le douzième album studio du Grateful Dead, sorti en 1987.

## Histoire
In the Dark marque le retour du Grateful Dead, six ans après leur dernier album (le live Dead Set, sorti en 1981) et sept ans après leur dernier album studio (Go to Heaven, sorti en 1980). Ce long délai s'explique par la lassitude des membres du groupe, accrue par l'importante consommation d'alcool et de drogues pour certains d'entre eux. Il permet cependant aux nouvelles chansons, pour la plupart écrites dès 1982-1983, de bénéficier d'un long mûrissement sur scène.
Une première tentative d'enregistrer un nouveau disque, en février 1984, ne débouche sur rien d'utilisable. C'est finalement en l'espace d'une seule semaine de janvier 1987 que In the Dark voit le jour. Son titre vient d'une expérience suggérée par le batteur Mickey Hart : jouer sur la scène du Marin County Veterans Auditorium sans public et dans le noir (« in the dark »).
In the Dark sort le 6 juillet et rencontre un succès tel que le Dead n'en avait jamais connu jusqu'alors : il se classe dans le Top 10 du Billboard 200 et devient disque de platine avant la fin de l'année (puis double disque de platine en 1995), tandis que le single Touch of Grey, dont le clip est fréquemment diffusé sur la chaîne MTV, atteint la première place du classement Hot Mainstream Rock Tracks.

## Titres
| 1. | Touch of Grey            | Jerry Garcia, Robert Hunter | 5:47 |
| 2. | Hell in a Bucket         | John Perry Barlow, Bob Weir | 5:35 |
| 3. | When Push Comes to Shove | Garcia, Hunter              | 4:05 |
| 4. | West L.A. Fadeaway       | Garcia, Hunter              | 6:39 |

| 5. | Tons of Steel     | Brent Mydland  | 5:15 |
| 6. | Throwing Stones   | Barlow, Weir   | 7:18 |
| 7. | Black Muddy River | Garcia, Hunter | 5:58 |
| 8. | My Brother Esau   | Barlow, Weir   | 4:20 |

## Musiciens
- Jerry Garcia : guitare, chant
- Mickey Hart : batterie
- Bill Kreutzmann : batterie
- Phil Lesh : basse
- Brent Mydland : claviers, chant
- Bob Weir : guitare, chant